# Хорошие люди
Хорошие люди — рассказ Антона Павловича Чехова. Написан в 1886 году, впервые опубликован в газете «Новое время», 1886, № 3856 от 22 ноября с заглавием «Сестра» и подписью Ан. Чехов.

## Публикации
Рассказ А. П. Чехова «Хорошие люди» написан в 1886 году, впервые опубликован в газете «Новое время», 1886, № 3856 от 22 ноября с подписью Ан. Чехов. Вошел в собрание сочинений А. Чехова, издаваемое А. Ф. Марксом с названием «Хорошие люди». Для собрания сочинений Чехов изменил финал рассказа, теперь герой рассказа умер, был похоронен на Ваганьковском кладбище и всеми забыт.
В годы написания рассказа Чехов интересовался философскими работами Толстого и включился в литературную полемику относительно теории непротивления злу насилием.
Рассказ Чехова был отмечен критикой. Литератор Оболенский опубликовал статью, в которой Чехов противопоставлялся романтику Короленко.

## Сюжет
Повествование в рассказе ведется от первого лица. В нём описывается москвич Владимир Семеныч Лядовский, окончивший юридический факультет московского университета и служивший в контроле железной дороги. В свободное от работы время он занимался любимым занятием — литературой.
Начав печататься в газете, он через год стал там печатать еженедельный критический фельетон. Жил Лядовский с сестрой-врачом Верой Семеновной.
В свое время сестра выходила замуж за архитектора. Молодые прожили всего месяц и муж умер от тифа. Вера Семеновна заразилась от мужа тифом, а выздоровев, узнала, что её муж Иван умер, после чего приняла дозу морфия, но выжила. Пережив такое, она поселилась у брата. Медицина её утомляла и оставила практиковать, и в «безделье и молчании доживала свою молодость с братом», которого любила.
Однажды зимним вечером Владимир Семеныч сидел у себя дома и писал критический фельетон. Вера Семеновна сидела рядом и глядела на его пишущую руку, потом она задала брату неожиданный вопрос: «Что значит непротивление злу?». Брат пояснил, что это если «на тебя нападают воры или разбойники и хотят тебя ограбить, а ты вместо того, чтобы…» Сестра потребовала дать логическое определение, на что брат ответил, что «непротивление злу выражает безучастное отношение ко всему, что в сфере нравственного именуется злом».
Беседы на эту тему продолжались до полуночи и продолжились на следующий день. Брату не удавалось сводить разговоры в шутку и их отношения постепенно портились. Сестра жаловалась на скуку и сетовала, что работа брата является предрассудком. Постепенно она целыми днями лежала на диване, ничего не делая, не читая, стала убирать за собой, сама чистить полусапожки и платье. После очередной ссоры брат стал относиться к сестре холодно.
Как-то летним утром Вера Семеновна оделась, взяла сумку, вошла к брату, поцеловала его в лоб сказала, что уходит прививать оспу в N—скую губернию. Больше Владимир Семеныч её не видел. Однажды он заболел воспалением легкого и умер. Литераторы похоронили его в Ваганьковском кладбище. Попытка со временем собрать денег на обустройство его могилы закончилась ничем. Никто не помнил Владимира Семеныча. Он был всеми забыт.